# 同主音调
同主音调，常被称为同主音大小調，多數地區也稱為並行大小調、平行大小調。它指的是大小調之間主音相同，但音列不同的关系。
例如C大调的同主音小调是c小调。
一般地，两个同主音大小调的调号不同。例如C大调的调号不包含任何升降号，而c小调的调号由三个降号组成。
和同主音调相对应的是关系调。由于中国近代乐理部分由俄文翻译而来，所以平行大小调(Параллельные тональности)指的是关系大小调(relative key)，而非同主音大小调(одноимённые тональности, parallel key)。